# Walatta Petros
Walatta Petros (en guèze : ወለተ፡ጴጥሮስ, Wälättä P̣eṭros, 1592–1642) est une sainte de l'Église éthiopienne orthodoxe. Son hagiographie, La Vie et les Luttes de Walatta Petros (Gädlä Wälättä P̣eṭros) a été écrite en 1672. Elle est connue pour avoir refusé de se convertir au catholicisme, pour avoir créé des communautés religieuses et pour ses miracles. Son nom signifie « fille de saint Pierre ».

## Biographie
Elle est née en 1592 dans une famille noble de l'Empire d'Éthiopie. Elle est mariée jeune à Mälkə’ä Krəstos, un conseiller du roi Susneyos d'Éthiopie. Après avoir perdu en bas âge ses trois enfants, elle décide de prendre le voile.
Après la conversion au catholicisme de Susneyos, celui-ci demande à Mälkə’ä Krəstos de réprimer la rébellion anti-catholique. Les évêques de lac Tana aident alors Walatta Petros à fuir son mari et à les rejoindre. Elle fait vœu de célibat et se rase la tête pour devenir religieuse de l'Église éthiopienne orthodoxe. Elle revient vers son époux pour qu'il cesse de détruire la ville, mais le quitte définitivement en 1617 quand elle apprend qu'il a exécuté le patriarche de l'église éthiopienne orthodoxe.
Poursuivie par le pouvoir du négus, elle échappe à des condamnations à mort pour trahison. De 1627 à 1641, elle crée sept communautés religieuses, une au Soudan et six autour du lac Tana.
Le fils de Susneyos, Fasiladas d'Éthiopie, chasse les catholiques et voue en 1650 un monastère à Walatta Petros.
Walatta Petros se consacre comme abbesse à sa communauté itinérante, aux côtés de sa compagne, la religieuse Ǝḫətä Krəstos. La traduction récente de son hagiographie révèle que leur relation était sans doute amoureuse,. Cette hagiographie a été écrite en guèze en 1672 par un moine nommé Galawdewos (Claudius).